# Ophthalmotilapia
Genre
Le genre Ophthalmotilapia regroupe un certain nombre d'espèces de poissons d'eau douce dont les plus connus des amateurs sont Ophthalmotilapia ventralis et Ophthalmotilapia nasuta à la protubérance caractéristique sur la lèvre supérieure et à la couleur jaune. Toutes sont endémiques du lac Tanganyika en Afrique.

## Reproduction
Polygame, Ophthalmotilapia est un incubateur buccal maternel. Le mâle creuse un nid dans le sable ou contre une pierre, en forme de château de sable. C'est dans ce nid qu'il attire les femelles après son jeu de séduction.

## Maintenance
Ophthalmotilapia est une espèce à maintenir en aquarium spécifique biotope du lac Tanganyika et donc éviter de la maintenir avec des espèces, des autres lacs du globe. Ophthalmotilapia reste une espèce encore assez difficile, surtout pour les aquariophiles débutants.

## Alimentation
Ophthalmotilapia se nourrit en aquarium de tous types de nourritures (sèches ou fraîches) avec une préférence pour les nourritures fraîches (vivantes ou congelées) du genre petit benthos, artémias, krill, mysis et autres petites proies.

## Liste des espèces
Selon FishBase (25 janv. 2017) :
- Ophthalmotilapia boops Boulenger, 1901
- Ophthalmotilapia heterodonta Poll & Matthes, 1962
- Ophthalmotilapia nasuta Poll & Matthes, 1962
- Ophthalmotilapia ventralis Boulenger, 1898